# Thaumasesthes penicillus
Thaumasesthes penicillus là một loài bọ cánh cứng trong họ Cerambycidae.